# Джак Оуки
Джак Оуки (на английски: Jack Oakie) е американски актьор.
Роден е на 12 ноември 1903 година в Седейлия, щата Мисури, в семейството на търговец на зърно и учителка. В младежка възраст заминава за Ню Йорк, където през 1923 година започва да играе на Бродуей, а през 1927 година се установява в Холивуд. За ролята си на диктатора Напалони във филма „Великият диктатор“ („The Great Dictator“, 1940) е номиниран за „Оскар“ за поддържаща роля.
Джак Оуки умира на 23 януари 1978 година в Лос Анджелис.